# すすきのノアの箱舟
ノアの箱舟（ノアのはこぶね）は北海道札幌市中央区南8条西4丁目にある商業施設。
1988年(昭和63年)に開業。設計は英国人建築家ナイジェル・コーツ、施工は辰村組より建てられた。構造は鉄筋コンクリート造2階建てである。ギリシャ神話をイメージし、石化したノアの方舟の形である。開業当時はカフェ&レストランであったが、2023年時点では居酒屋「北の海鮮炙り ノアの箱舟」が入居する。

## 近隣施設
- Zepp Sapporo（ライヴハウス）
- イビススタイルズ札幌（ホテル）
- 札幌エクセルホテル東急
- ホテルリブマックス札幌
- ホテルリソル札幌中島公園